# Kinyamulenge
 (juin 2025).
Le kinyamulenge est une langue bantoue généralement considérée comme un dialecte du kinyarwanda et plus largement faisant partie du groupe de langues rwanda-rundi, parlée par les Banyamulenge vivant principalement dans la région des hautes plaines du Sud-Kivu, dans l’est de la République démocratique du Congo (RDC).
Le kinyamulenge a un vocabulaire et une morphologie divergents du kinyarwanda ou du kirundi. Contrairement au kinyarwanda standard, le kinyamulenge (comme le kirundi ou le kinyabwisha) ne produit pas les consonnes occlusives vélaires /ɡ/ et /k/ comme des consonnes occlusives palatales [ɟ] et [c] devant les voyelles antérieures /i/ et /e/.